# Studio legale boutique
Uno studio legale boutique, o boutique legale, è specializzata in un'area specifica del diritto. A differenza di uno studio legale generale che offre una vasta gamma di servizi, una boutique si concentra su una o poche aree specifiche. A volte le pubblicazioni legali usano il termine "boutique" per riferirsi a studi di piccole o medie dimensioni, ma generalmente si tratta di studi con meno di 100 avvocati. Il termine "boutique" si riferisce a studi che si specializzano in determinati settori, indipendentemente dalle loro dimensioni, anche se solitamente sono più piccoli.

## Storia e origini
Gli studi legali boutique sono nati negli Stati Uniti negli anni '80, come risposta alla crescente necessità di specializzazione e personalizzazione dei servizi legali. Con il passare del tempo, questo modello si è diffuso in Europa e in altre parti del mondo. In Italia, gli studi legali boutique hanno iniziato a emergere negli anni '90, parallelamente alla crescita economica e alla maggiore complessità del quadro giuridico e commerciale del paese.

## Caratteristiche e vantaggi
Gli studi legali boutique sono noti per la loro struttura più snella, che consente maggiore flessibilità e attenzione personalizzata ai clienti. I principali vantaggi includono:
- Specializzazione mirata: offrono competenze approfondite in aree specifiche del diritto, come diritto commerciale, fiscale, proprietà intellettuale, diritto di famiglia, ecc.
- Relazioni più strette con i clienti: gestiscono un numero limitato di casi, permettendo una maggiore cura e personalizzazione del servizio.
- Maggiore impatto e flessibilità: i professionisti possono influenzare direttamente le decisioni aziendali e le strutture tariffarie, adattandole alle esigenze dei clienti.[3][4]